# Blépharite
 Mise en garde médicale
Une blépharite est une inflammation du revêtement cutané des paupières. Les blépharites entrent fréquemment dans le cadre des affections dermatologiques.
La blépharite est souvent d’origine microbienne ou le résultat d’une allergie. Cette affection peut produire des irrégularités des paupières (granulations) dans la petite enfance. La blépharite peut être infectieuse ou non. 
Dans le cas de blépharite chronique, l’infestation par l'acarien Demodex peut en être la cause. 
Outre les personnes allergiques, celles ayant la peau grasse, des pellicules ou atteintes de rosacée sont plus à risque. 

## Signes et symptômes
Démangeaisons, sensation de brûlure ou de corps étrangers, larmoiement et débris croûteux autour des cils. Parfois, la blépharite s'accompagne d’une rougeur de l’œil.

## Traitement
On ne peut pas toujours guérir la blépharite chronique, mais on peut la contrôler. Le nettoyage des paupières à la base des cils en frottant doucement avec un linge ou une compresse humectée d'eau tiède peut permettre d'éviter la formation de petites tumeurs enflammées (chalazions).
Il est nécessaire de consulter un spécialiste des soins oculaires. Celui-ci peut prescrire une pommade antibiotique à appliquer à la base des cils,, habituellement au coucher.
Mais certaines personnes ne supportent pas les pommades pour deux raisons. Soit la blépharite est d’origine allergique (la plus facile à traiter) et alors la pommade antibiotique n'est pas adaptée ; soit la blépharite est d'origine microbienne (staphylocoque doré notamment) et l’antibiotique contenu dans la pommade ne convient pas. Le médecin ordonne en général pour ce type de blépharite des antibiotiques à prendre par voie orale[réf. nécessaire]. Mais le traitement peut être long (plusieurs mois) pour les cas sévères. En tout cas, la maladie ne disparaît jamais totalement[réf. nécessaire].
La blépharite d’origine allergique se soigne assez facilement par la prise d’antihistaminiques ou d’autres médicament. Le médecin doit en tout cas déterminer le type d'allergie en cause.
Il existe des cas de patients sujets aux deux types de blépharites, simultanément ou consécutivement. Les soigner se révèle évidemment plus difficile.
Les personnes atteintes de couperose dite aussi rosacée sont sujettes aux blépharites. Dans ce dernier cas, la blépharite et rosacée peuvent être une manifestation secondaire d’une infestation de l’acarien Demodex. Les traitements à base d’huile d’arbre à thé diluée à 50 % sont des voies en cours de recherche et développement permettant le soulagement des symptômes chez les patients[réf. nécessaire]. 
Quelques poignées de feuilles de plantain infusées dans l’eau, utilisées en bain oculaire, offrent des résultats saisissants[réf. nécessaire].

## Soulager avec efficacité
La médication contre les blépharites est étendue ; il demeure cependant nombre de cas réfractaires. Pour ceux-là, les patients atteints de blépharite chronique d’origine bactérienne doivent considérer leurs yeux avec une attention plus soutenue. Ainsi, lors de la toilette, il faut appliquer des compresses d’eau chaude (tampons de démaquillage par exemple) sur les yeux puis avec les doigts propres préalablement passés sous l'eau chaude, il faut masser les bords des paupières en les pinçant sur toute leur longueur ; le mouvement fait que l’on rapproche les paupières supérieures des paupières inférieures. On répète le mouvement pendant une durée de 30 secondes à 1 minute. Enfin, les yeux fermés, on lave les paupières au moyen d’un savon très doux qui peut être parfumé à la lavande,  un antibiotique naturel[réf. nécessaire]. 
Normalement, les effets sont immédiats ; l’application peut être éventuellement réitérée au milieu de la journée si nécessaire.

## Complications
Il peut apparaître, chez certains malades atteints de blépharite (environ 1 % des cas), un blépharospasme.